# Polterabend

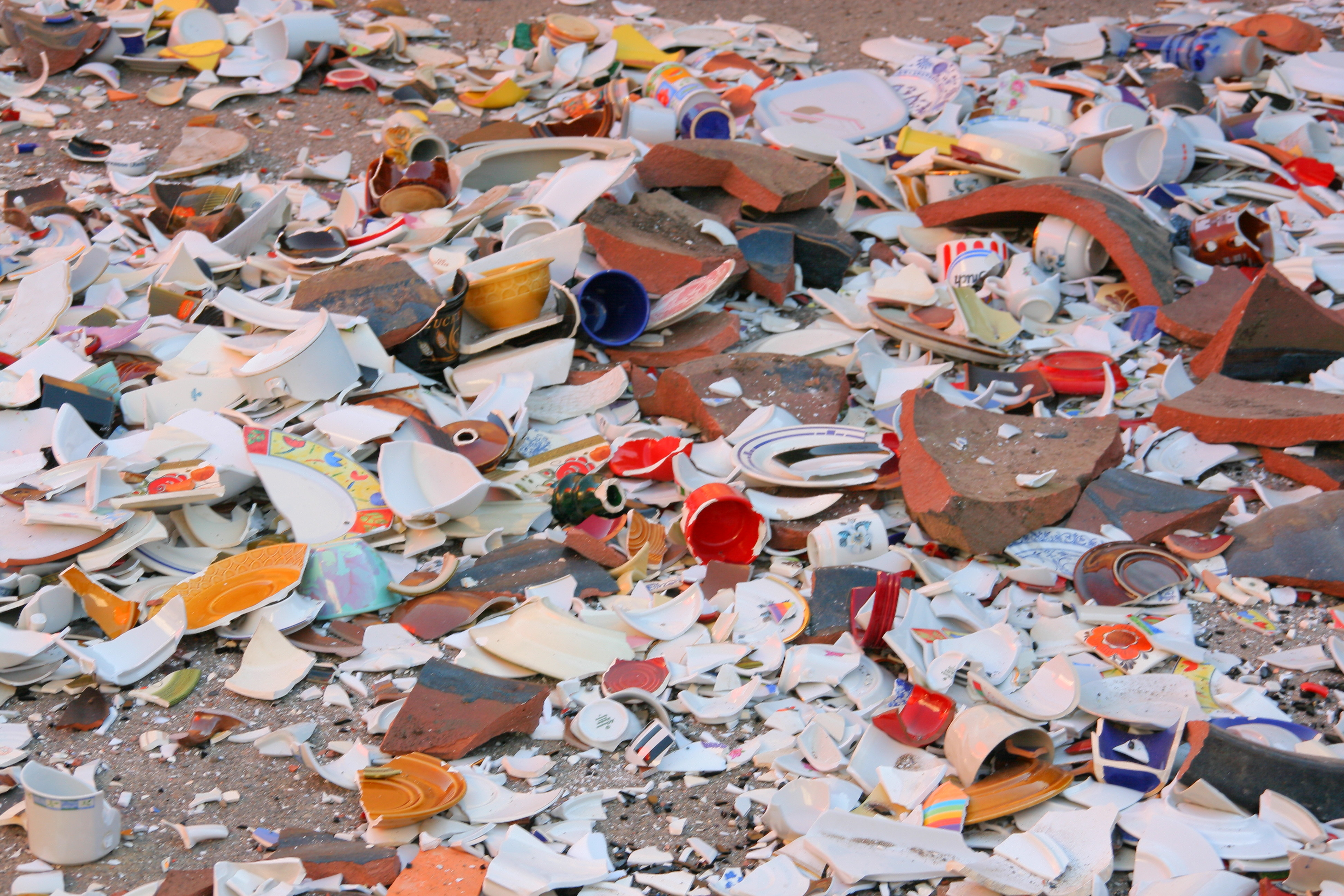
Keramikscherben am Polterabend

Unter einem Polterabend versteht man einen vor allem in Deutschland verbreiteten Hochzeitsbrauch, einem Brautpaar vor dessen Heirat durch das Zerbrechen von Steingut und Porzellan ein Gelingen der Ehe zu wünschen. Der Begriff ist auch in Polen, Österreich, in der Schweiz und in nordischen Ländern wie Dänemark und Finnland bekannt, bezeichnet dort aber meist den ausgelassenen Abschied vom Ledig-Sein, der in Deutschland unter dem Begriff Junggesellenabschied und im angelsächsischen Raum als Stag Party bzw. Hen Night bekannt ist.

## Geschichte und Deutung
Der historische Ursprung des Polterabends ist nicht geklärt; es gibt für den deutschsprachigen Raum wenig Literatur, besser ist die volkskundliche Forschungslage in Skandinavien. Laut der Volkskundlerin Annette Remberg ist der Brauch seit Anfang des 16. Jahrhunderts bezeugt, jedoch laut dem Historiker Hans Dunker aus dem 16. und 17. Jahrhundert jedenfalls für Schleswig-Holstein „nicht berichtet“, was er angesichts der im Volks-Aberglauben verwurzelten Tradition erwartet hätte. Die ersten Aufzeichnungen derartiger Bräuche finden sich im Spätmittelalter; die Bezeichnung ist Ende des 17. Jahrhunderts erstmals überliefert, als Polternacht („hymenalia“) allerdings schon im Anhalter Trochus (1517). Die Tradition des Polterabends im Zusammenhang mit Polterabend-Scherzen sowie Spielen ist vielfach seit dem 19. Jahrhundert belegt. Grimms Wörterbuch beschreibt den Polterabend im 19. Jahrhundert als den „durch schmaus, tanz und allerlei scherz gefeierte[n] vorabend einer hochzeit“.
In der zur Schau gestellten, rituellen Vernichtung von Eigentum haben die Soziologen Peter von Haselberg und Heinz Abels einen Überrest des als Potlatch bekannten anthropologischen Phänomens der demonstrativen Verschwendung gesehen. Es handelt sich demnach um einen Opfergabe-Ritus. Solche Riten haben im germanischen Brauchtum, wie auch in zahllosen anderen Kulturen, eine tiefe Verwurzelung. Im Zerstören des Alten lässt sich auch ein Übergangsritus aus dem Kreis der Unverheirateten in das Eheleben sehen; Achim von Arnim schrieb zu Beginn des 19. Jahrhunderts in seinem Roman Die Kronenwächter, dass „die alten Töpfe zerschmissen werden, um ein neues Leben anzufangen“. Der Medizinhistoriker Oskar Scheuer hat den Brauch als symbolische Vorwegnahme der Defloration in der Hochzeitsnacht gedeutet und einen Bezug zur volkskulturellen Keuschheitsprobe hergestellt.
Der Lärm sollte nach der verbreitetsten Deutung als Abwehrzauber Geister und Dämonen vom Brautpaar fernhalten, vergleichbar mit dem Feuerwerks-Lärm in der Silvesternacht. Auf diese Deutung bezieht sich etwa Johann Heinrich Voß in seinem Gedicht Luise: Ein ländliches Gedicht in drei Idyllen, in dem der Pfarrer vor der Hochzeit zum Lärmen auffordert: „Alle geklingt mir! / Alle mit lauter Musik! Daß nicht in der bräutlichen Kammer / Hämisch ein Nachtkobold sie beleidige oder Asmodi!“ Der Rechtshistoriker Karl Frölich vermutet zudem eine rechtliche Funktion: durch den Lärm der allgemeinen Öffentlichkeit die Eheschließung bekannt zu machen. Schwierigkeiten des Polterabends mit der öffentlichen Ordnung sind in der Straßenpolizei-Ordnung für die Residenzstadt Braunschweig des 19. Jahrhunderts dokumentiert, die in § 112 bestimmte: „Das Topfwerfen auf der Straße bei Polterabenden ist verboten.“
Andrea Graf weist darauf hin, dass seit dem Ende der 1980er Jahre die Tradition des Polterabends verändert und zurückgedrängt wird, unter anderem deshalb, weil „Berge von Müll auf dem Hof des Brautpaares abgeladen“ wurden. Die traditionelle Form besteht weiter fort, wird aber zunehmend durch die globalisierte, aus dem angloamerikanischen Kulturraum stammende Form des Junggesellenabschieds ersetzt oder ergänzt, was sie als „postmodernes Übergangsritual“ deutet. Der Volkskundler Gunther Hirschfelder sieht in dem neuen Ritual keinen reinen Kulturimport, da es sich zu vielgestaltig zeige, und erklärt es aus der gesunkenen Einbindung von Menschen in ihre lokale Gemeinschaft, der geringeren Bedeutung der Eheschließung im Lebenslauf und der alltagskulturellen Entwicklung hin zu einer „Eventkultur“.

## Elemente des Brauchs

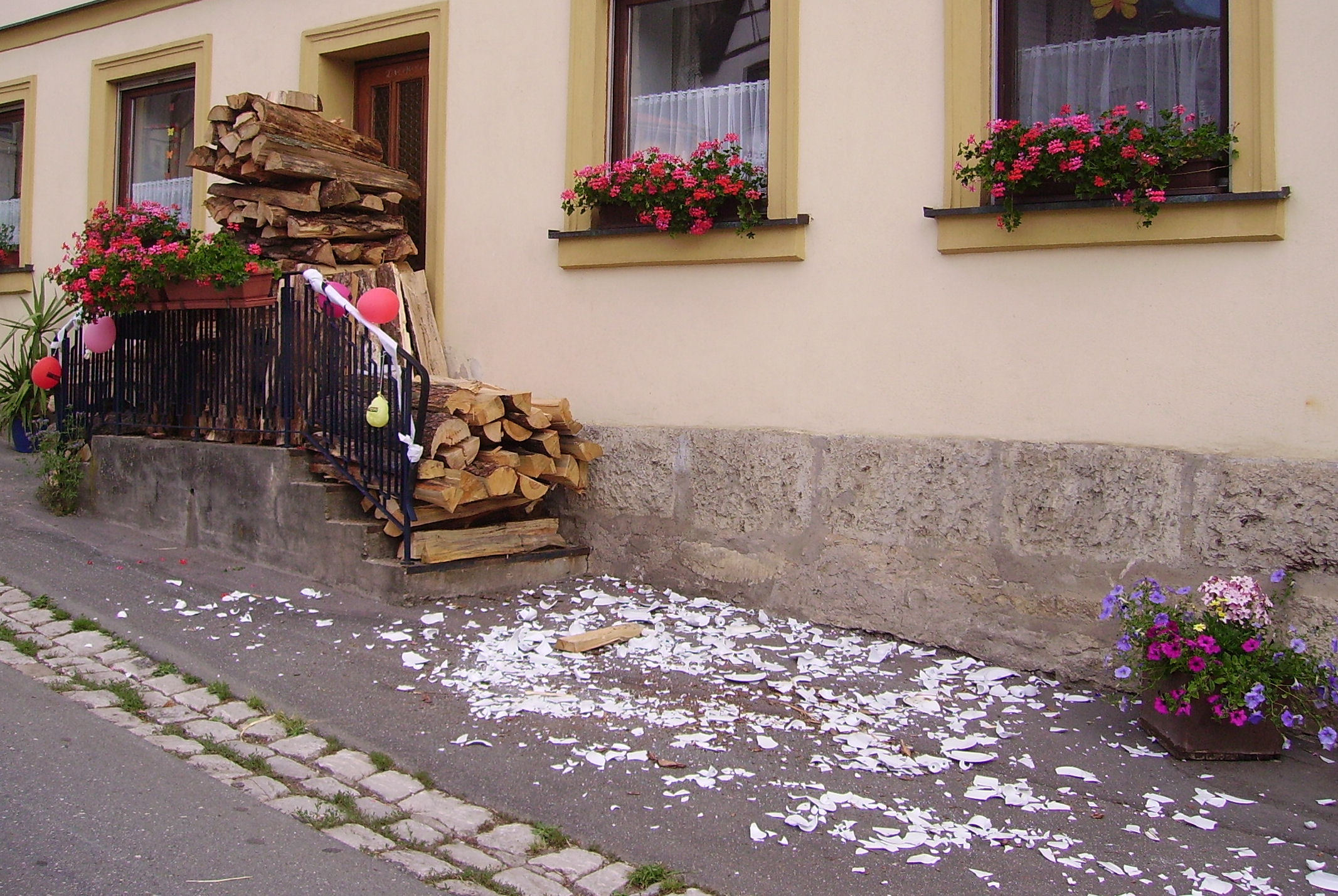
Am Polterabend mit Baumstämmen zugebauter Ausgang (Königsfeld (Oberfranken), 2007)

Der Polterabend findet in der Regel vor dem Haus der Braut bzw. ihrer Eltern statt. Das Brautpaar gibt lediglich den Termin bekannt, lädt aber niemanden im Einzelnen ein. Manch ein Brautpaar sieht darin die Möglichkeit, viele Personen, die zur Hochzeit selber nicht eingeladen werden können, so teilhaben zu lassen.
Der Kern dieses Brauches ist das Zerbrechen durch Hinwerfen von mitgebrachtem Porzellan. Aber auch Steingut, Blumentöpfe oder Keramikartikel wie Fliesen, Waschbecken und Toilettenschüsseln sind gern verwendete Wurfgegenstände. Auch metallene Gegenstände, wie Blechbüchsen, Kronkorken und Konservendeckel, sind zum Poltern verbreitet. Verboten hingegen sind Gläser (Glas steht für Glück, das nicht zerstört werden soll) oder gar Spiegel (ein zerbrochener Spiegel steht für sieben Jahre Pech). Das Brautpaar muss dann gemeinsam den Scherbenhaufen entsorgen. Dies soll ein erster symbolischer Akt für das von nun an gemeinsame Anpacken/Arbeiten darstellen, vergleichbar mit dem gemeinsamen Zersägen eines Holzstammes nach der Trauung.
Besonders im norddeutschen Raum ist im Rahmen des Polterabends der Brauch verbreitet, um Mitternacht die Hose des Bräutigams zu verbrennen, um symbolisch die Junggesellenzeit zu beenden. Die Asche wird dann zusammen mit einer Schnapsflasche (häufig Kornbrand) vergraben. Nach einem Jahr wird die Flasche dann wieder ausgegraben und gemeinsam getrunken. Zusätzlich werden die Schuhe der Braut an einen Baum genagelt, dahinter steckt die Idee, die Braut vorm „Davonlaufen“ abzuhalten. In einigen Regionen wird stattdessen auch der BH der Braut verbrannt.
Der Polterabend wird traditionell am Vorabend der kirchlichen oder standesamtlichen Trauung gefeiert. Findet der Polterabend direkt am Vorabend der Hochzeit statt, ist es dem Brautpaar durchaus gestattet, sich vorzeitig von der Feier zu entfernen, um am nächsten Tag nicht verkatert zu sein. Inzwischen ist es üblich geworden, den Polterabend Wochen vor dem Hochzeitstag zu veranstalten.

## Vergleichbare Bräuche
Eine dem Polterabend ähnliche Tradition ist der Hielich, ein Heischebrauch im Bergischen Land und in der Eifel, bei dem vor der Hochzeit ebenso geschossen und getrunken wurde wie beim Polterabend. Auch die Letsch ist ein im Rheinland verbreiteter, ähnlicher Brauch. In Bremen ist ein entsprechender Brauch das Kranzbinden.
Eine ähnliche Tradition des Lärmens und Scherzens vor Hochzeiten namens Charivari gibt es nur für Wiederverheiratete in Frankreich, darunter als bekanntes Beispiel den Bal des Ardents 1393.
In muslimischen Kulturen wird der Abend vor der Hochzeit als Henna-Nacht bezeichnet.